# 2020年中国足球协会超级杯
2020年中国足球协会超级杯是2020年由中国足球协会主办的一项足球锦标赛，由2019年中国足球超级联赛冠军广州恒大淘宝对阵2019年中国足协杯冠军上海绿地申花。因2019新型冠状病毒疫情防控要求，原定于2020年2月5日在江苏省苏州市苏州奥林匹克体育中心举行的比赛需要延期進行。最终本届赛事取消，超级杯赛事也直到2023年才告恢复。

## 赛事数据
|  |

| 广州恒大淘宝 | 取消 | 上海绿地申花 |
| ------------ | ---- | ------------ |
|              |      |              |

| 苏州，苏州奥林匹克体育中心 |